# Lobgallblomfluga
Lobgallblomfluga (Pipiza accola) är en tvåvingeart som beskrevs av Nikolaj Aleksandrovitj Violovitj 1985. 
Lobgallblomfluga ingår i släktet gallblomflugor, och familjen blomflugor. Arten är reproducerande i Sverige. Inga underarter finns listade i Catalogue of Life.